# Nagato (provincie)

Kaart van de Japanse provincies in 1868, met Nagato anders gekleurd

Nagato (Japans: 長門国, Nagato no kuni) vaak ook Chōshū (Japans: 長州) genoemd, is een voormalige provincie van Japan. De provincie lag in het uiterste westen van Honshū, in het gebied dat vandaag de dag de prefectuur Yamaguchi is. Nagato lag naast de provincies Iwami en Suo.
De oude hoofdstad van de provincie was officieel Shimonoseki, maar in praktijk zat de Han (heer) meestal in Hagi. Nagato werd geregeerd door de Mori-clan (毛利氏, Mōri-shi) zowel voor als na de Slag bij Sekigahara.
In 1871, met het Decreet op de afschaffing van het han-systeem en de instelling van prefecturen (廃藩置県, Haihan chiken), werd de provincie samengevoegd met de provincie Suō tot de hedendaagse prefectuur Yamaguchi.
Aki · Awa (Kanto) · Awa (Shikoku) · Awaji · Bingo · Bitchu · Bizen · Bungo · Buzen · Chikugo · Chikuzen · Chishima · Dewa · Echigo · Echizen · Etchu · Fusa · Harima · Hi · Hida · Hidaka · Higo · Hitachi · Hizen · Hoki · Hyuga · Iburi · Iga · Iki · Inaba · Ise · Ishikari · Iwaki (718) · Iwaki (1868) · Iwami · Iwase · Iwashiro · Iyo · Izu · Izumi · Izumo · Kaga · Kai · Kawachi · Kazusa · Keno · Kibi · Kii · Kitami · Koshi · Kozuke · Kushiro · Mikawa · Mimasaka · Mino · Musashi · Mutsu · Nagato · Nemuro · Noto · Oki · Omi · Oshima · Osumi · Owari · Rikuchu · Rikuzen · Riukiu · Sado · Sagami · Sanuki · Satsuma · Settsu · Shima · Shimōsa · Shimotsuke · Shinano · Shiribeshi · Suo · Suruga · Suwa · Tajima · Tamba · Tane · Tango · Teshio · Tokachi · Tosa · Totomi · Toyo · Tsukushi · Tsushima · Ugo · Uzen · Wakasa · Yamashiro · Yamato · Yoshino